# Скіп
Скіп (від англ. skip, первісне значення «кошик», «кіш») — підйомний саморозвантажуваний короб (кліть) для сипких вантажів, що рухається за допомогою канатів по рейкових або інших напрямних пристроях скіпового підйомника. Застосовується для підіймання корисних копалин та пустої породи по шахтних стовбурах, завантажування шихти у доменні печі й вагранки.
Основні частини скіпа — кузов, рама і причіпний пристрій.
За способом розвантаження розрізнюють скіпи, які розвантажуються через дно і скіпи, які перекидаються.
В шахтах і рудниках можливе також використання комбінованих підйомних судин — скіпо-клітей.

## Скіп доменної печі
На сучасних доменних печах викотристовується одна з двох схем подачі шихтових матеріалів до місця їхнього завантаження у піч — на колошник — скіповий підйомник та конвеєр. На доменних печах зі скиповим підйомником встановлюється нахилений міст, що йде від скіпової ями бункерної естакади до приймальних лійок колошника. На нахиленому мості встановлені рейки, на які встановлюються скіпи. Скіпи можуть пересуватися по нахиленому мосту за допомогою канату, що йде від скіпової лебідки.
Ємність скіпів залежить від об'єму печі й сягає від 6 до 20 м  3 , а їхня вантажопідйомність сягає 35 тон.

## Шахтний скіп

Скіп шахтний — підйомний саморозвантажуваний короб для сипких вантажів, що рухається за допомогою канатів по рейкових або інших напрямних пристроях. Застосовується для підіймання корисних копалин та пустої породи шахтними стовбурами, а також на кар'єрах (див. скіповий підйомник). Об'єм С.ш. 2-35 м3,. Найбільша вантажопідйомність С. — 55-60 т.